# Ernesto Sánchez Villares
Ernesto Sánchez Villares o Ernesto Sánchez y Sánchez-Villares nació en Villavieja de Yeltes, Salamanca, el 17 de junio de 1922 y murió en Valladolid el 16 de mayo de 1995. Fue médico, pediatra y catedrático de la Universidad de Valladolid.

## Notas familiares y personales

Sánchez Villares con su mujer, discípula, compañera y pediatra Mercedes Jacob Castillo, en el domicilio familiar de Valladolid

## Vida universitaria y formación profesional

Primera de las Memorias de la Cátedra y Escuela Profesional que Sánchez Villares editaba y distribuía anualmente. La portada reproducía la del libro que Luis Mercado editó en Valladolid el año 1611 (REF 26)

Con el historiador L Sánchez Granjel (1920-2014) y el neurobiólogo J Castillo Nicolau (1920-2002). Compañeros de licenciatura en Salamanca (1945) fueron Premio de Castilla y León en Ciencias Sociales y en Investigación (REF. 7,8,9)

Retrato dibujado y dedicado por el pintor orensano Manuel Prego de Oliver (1915-1986)

Guillermo Arce y Ernesto Sánchez Villares en el claustro universitario de Salamanca